# Cmentarz żydowski w Środzie Wielkopolskiej
Cmentarz żydowski w Środzie Wielkopolskiej – kirkut mieścił się przy drodze do Nekli. Sąsiadował z nekropolią katolicką. Został założony w XVIII lub XIX stuleciu. W czasie okupacji naziści zdewastowali cmentarz. Obecnie część dawnego kirkutu należy do cmentarza katolickiego, część jest wykorzystywana jako pole uprawne.